# موحا
موحا (انگلیسی: Moha؛ زادهٔ ۱۵ نوامبر ۱۹۹۷) بازیکن فوتبال اهل مراکش است.
وی همچنین در تیم ملی فوتبال زیر ۲۳ سال مراکش بازی کرده‌است.